# نادي فولنتاري
نادي فولنتاري هو نادي كرة قدم روماني يلعب في دوري الدرجة الأولى الروماني، تأسس النادي في 2010.